# Dowty Rotol
Dowty Rotol est une entreprise britannique spécialisée dans la fabrication d'hélices et de composants d'hélices destinées essentiellement à l'aéronautique. Fondée en 1937, l'entreprise est basée à Staverton, dans le Gloucestershire. Elle connut de multiples changements de propriétaires et se scinda en plusieurs entités dans les années 1990. Dowty Propellers appartient désormais au groupe General Electric Aviation.

## Histoire
En 1935, George Dowty, ancien employé de Gloster Aircraft Company, fonda Dowty Aviation, entreprise spécialisée dans la production de trains d'atterrissage et de systèmes hydrauliques aéronautiques.

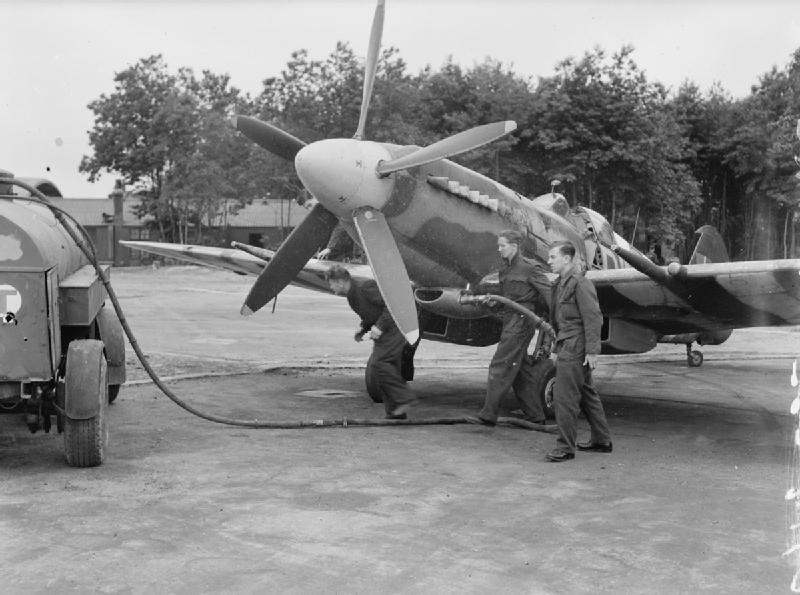
Hélice à cinq pales d'un Spitfire de la RAF durant la seconde Guerre mondiale.

En 1937, Rolls-Royce et Bristol Engines s'associèrent et constituèrent Rotol Airscrews Limited, une entreprise commune destinée à assumer la conception et la production d'hélices pour le compte des deux partenaires. Le marché de l'époque était en effet trop étroit pour permettre l'existence de plus d'un acteur sur le segment. Le nom de l'entreprise contracta ainsi ceux des deux fondateurs, "Rolls-Royce" et "BrisTOL". Ses produits furent toujours considérés comme étant à la pointe de la technologie, et équipèrent ainsi le Hawker Hurricane, le Supermarine Spitfire et plusieurs autres avions durant la Seconde Guerre mondiale. À la fin de la guerre, Rotol introduisit la première hélice à cinq pales à être utilisée à grande échelle, laquelle fut montée sur les dernières versions du Spitfire. En 1943, Rotol Airscrews Limited prit le nom de Rotol Limited. L'entreprise acquit en 1952 British Messier Limited, spécialiste des trains d'atterrissage et des systèmes hydrauliques.
En 1958, Rolls-Royce et Bristol Aeroplane se mirent d'accord pour vendre Rotol et British Messier à Dowty Group.
En 1968, Dowty Rotol introduisit les premières hélices en fibres de verre, lesquelles furent largement utilisées dans l'industrie aéronautique. L'entreprise se concentre désormais sur la fibre de carbone, et demeure un acteur de premier plan dans le secteur des hélices. Cependant, un incendie a ravagé le 5 février 2015 les installations de Staverton et détruit la principale ligne de production.

## Activités
Dowty produit des composants pour les turbopropulseurs de plusieurs avions de transport régional, comme le Dash 8-Q400, le Saab 340 et le Saab 2000, mais aussi pour ceux d'avions de transport tels que le Lockheed C-130J et l'Alenia C-27J. Les hélices produites par Dowty se retrouvent également sur les LCAC et embarcations de débarquement sur coussin d'air  (Ship-to-Shore Connector en anglais) de l'US Navy et d'autres Forces armées.

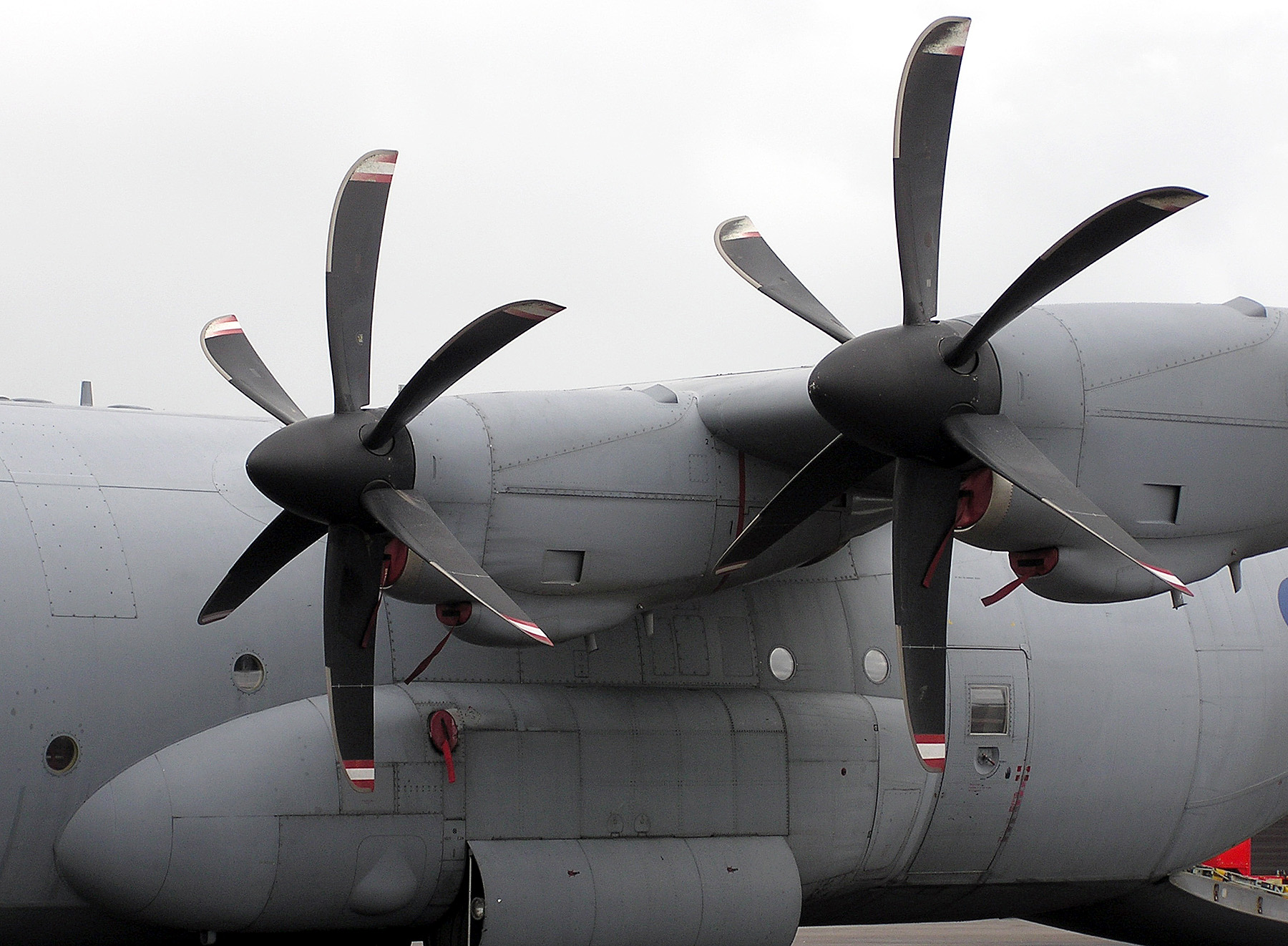
Hélices Dowty en matériaux composites à pas variable montées sur les turbopropulseurs Rolls-Royce AE 2100 D3 d'un Lockheed C-130J Hercules.
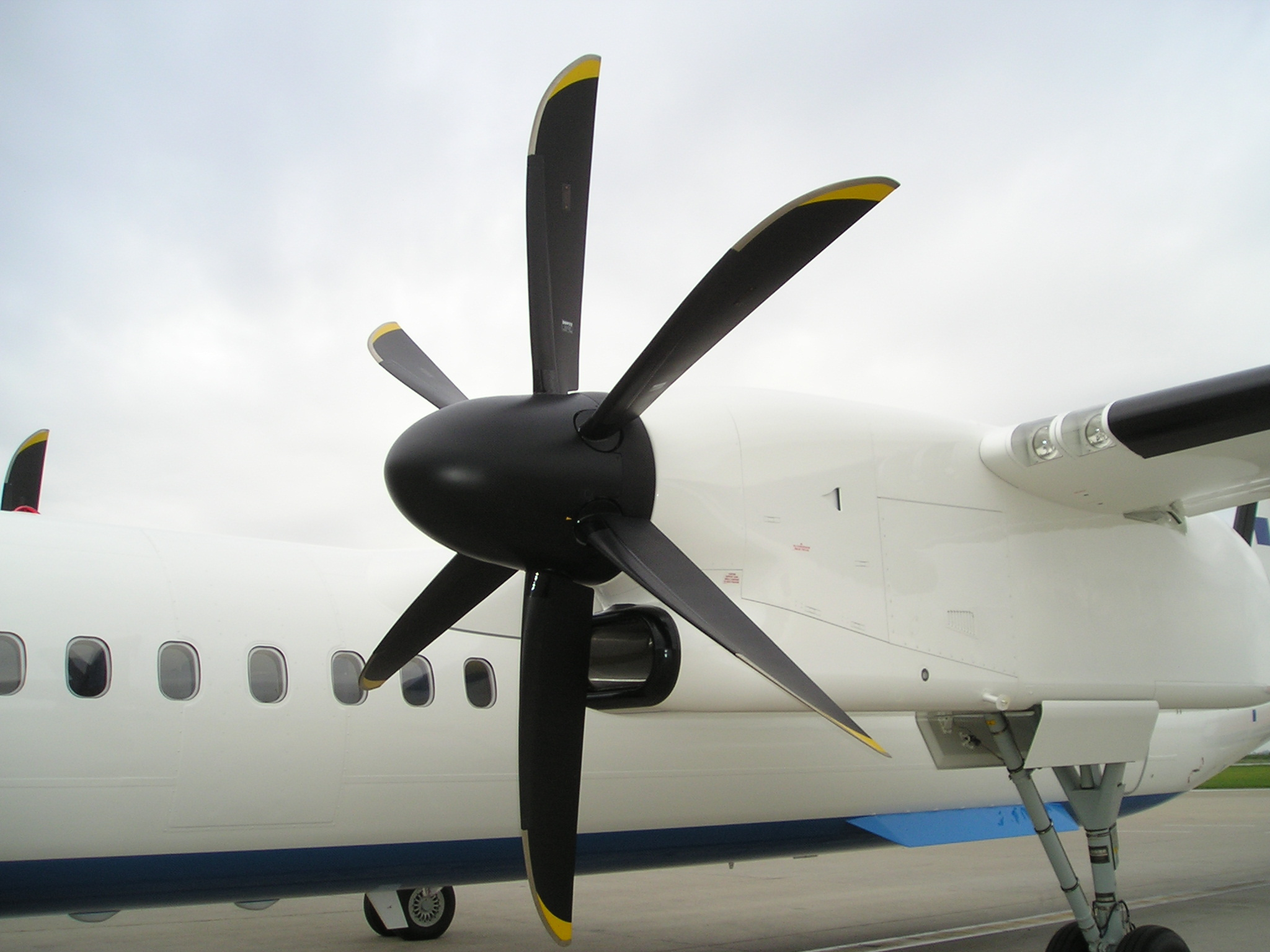
Hélice Dowty Rotol à six pales en forme de cimeterre montée sur un Bombardier Q400-Dash 8 de Croatia Airlines.
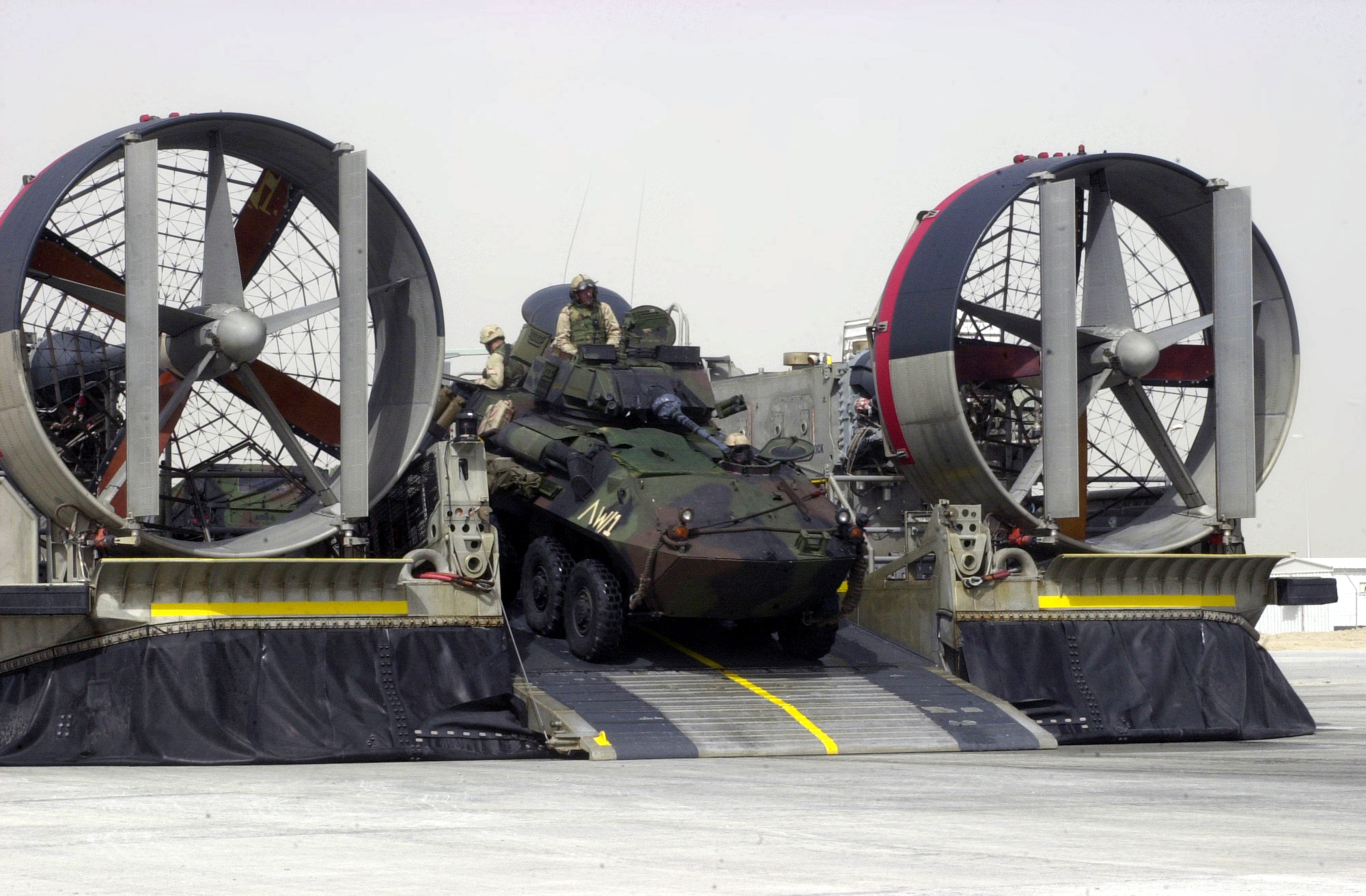
Hélices Dowty d'un LCAC de l'US Navy.